# Otto Keller (Philologe)
Otto Keller (* 28. Mai 1838 in Tübingen; † 16. Februar 1927 in Ludwigsburg) war ein deutscher Klassischer Philologe.

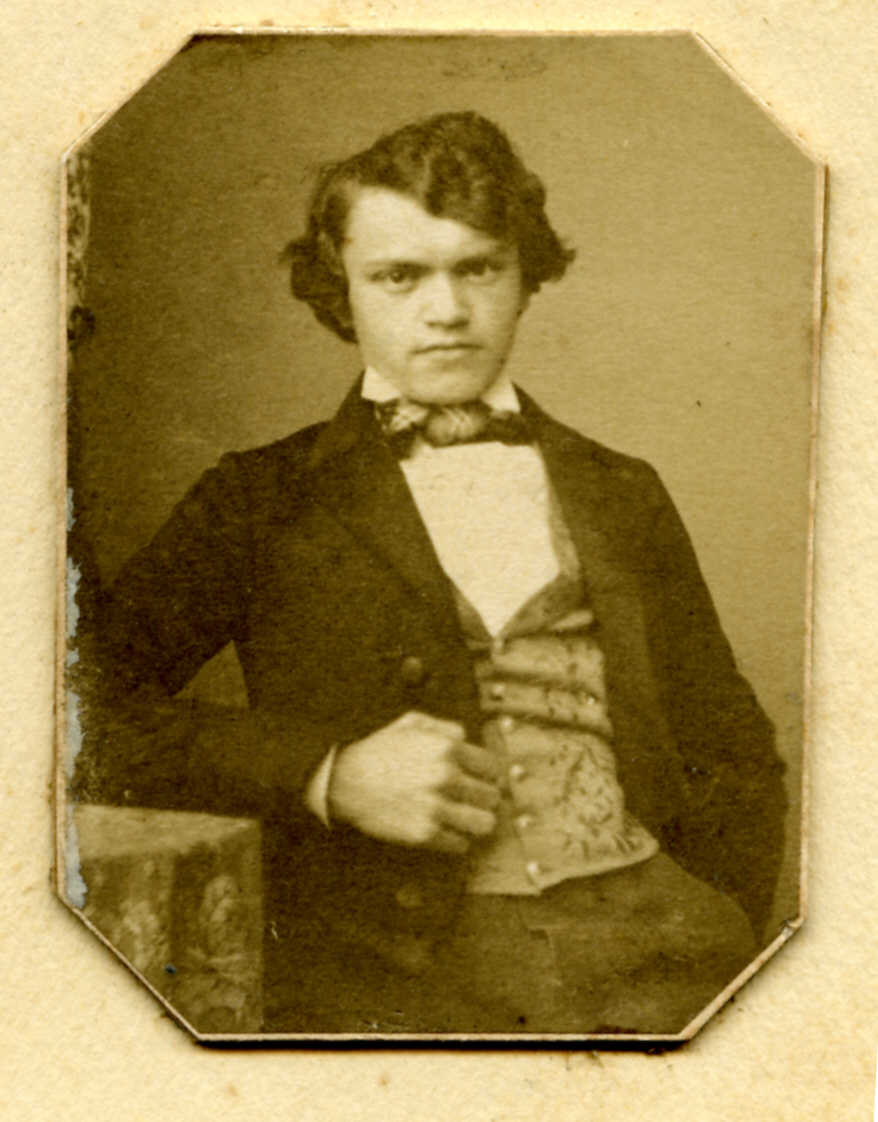
Otto Keller als Student in Tübingen, 1858

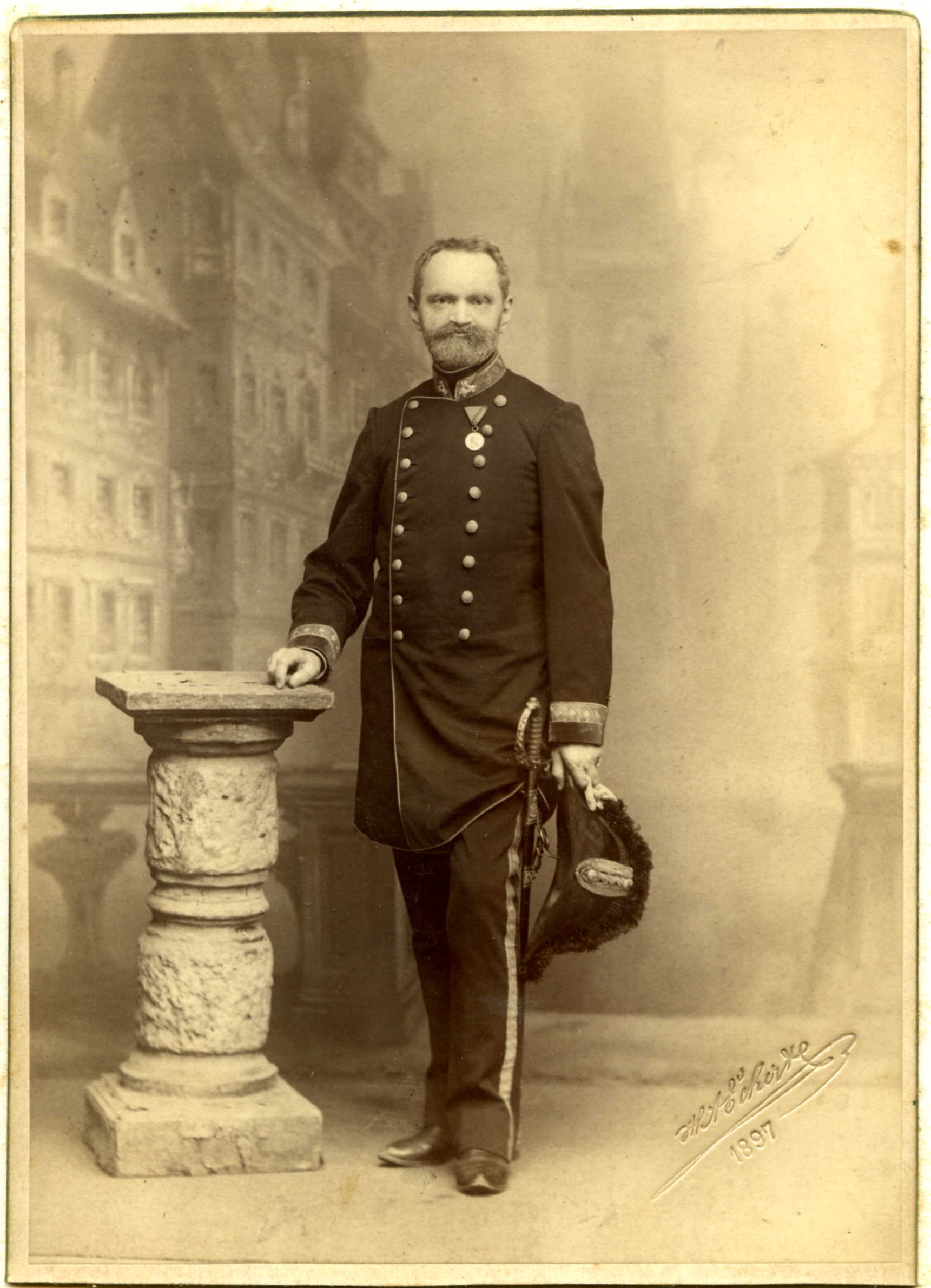
Otto Keller in Prag, 1897

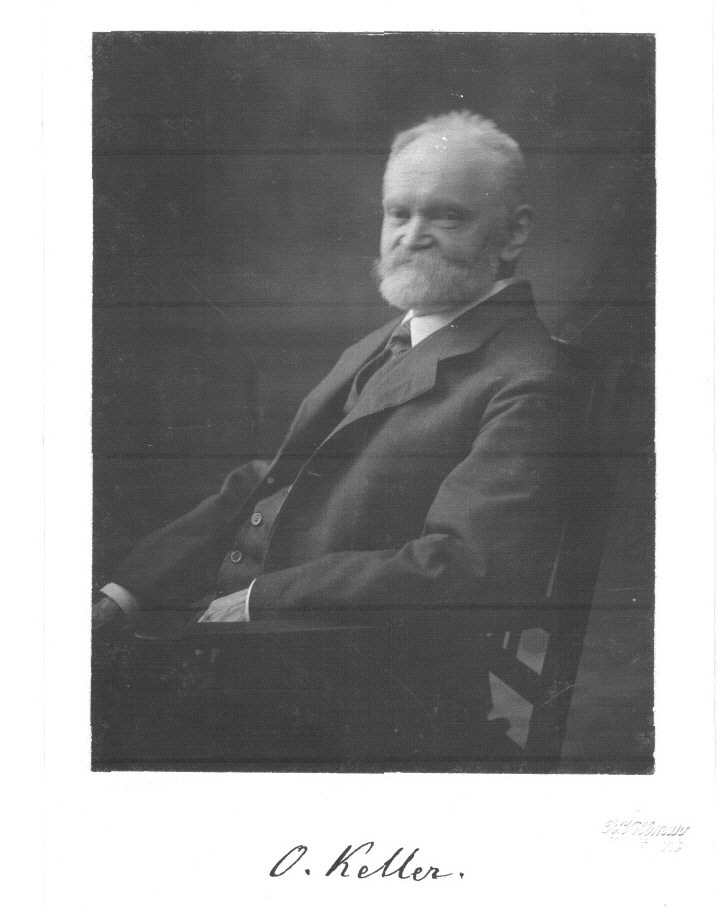
Otto Keller 1918

## Leben und Werk
Otto Keller stammte aus einer schwäbischen Gelehrtenfamilie und war Sohn des Philologen Adelbert von Keller, der für seine herausragenden Leistungen geadelt worden war.
Er besuchte von 1856 bis 1861 die Universitäten in Tübingen und Bonn, an letztgenannter Hochschule als Schüler des Philologen Friedrich Ritschl. Während seines Studiums wurde er 1860 Mitglied der Burschenschaft Marchia Bonn. Nach seinem Studium war er im höheren Schuldienst tätig, seit 1866 als Rektor des württembergischen Lyzeums in Oehringen, bis er 1872 Professor an der Universität Freiburg i. Br. wurde, von wo er 1875 an die Universität Graz berufen wurde. Sechs Jahre später – 1881 – folgte er einem Ruf an die deutsche Universität nach Prag, der er 28 Jahre lang bis zum Jahr 1909, seinem 71. Lebensjahr, angehörte.
Keller beschäftigte sich vor allem mit Horaz, so dass man ihn zur Unterscheidung von seinem Vater auch als „Horaz-Keller“ bezeichnete. Einen weiteren Schwerpunkt seiner Tätigkeit bildete die Tierwelt in der Antike, die er in mehreren Monographien behandelte (Die antike Tierwelt, Tiere des klassischen Altertums in kulturhistorischer Beziehung, Tier- und Pflanzenbilder auf Münzen und Gemmen des klassischen Altertums). Seine erste größere Arbeit Untersuchung über die Geschichte der griechischen Fabel galt lange als grundlegend. Keller wurde überdies dadurch bekannt, dass er mit Heinrich Schliemann über dessen Ausgrabung von Troja und Mykene zwischen 1874 und 1889, ein Jahr vor Schliemanns Tod, ausführlich korrespondierte und Schliemanns Positionen gegenüber der akademischen Welt in diversen Veröffentlichungen verteidigte. Nach seiner Reise nach Troja und seiner persönlichen Begegnung mit Schliemann in Athen 1874 legte er 1875 die Arbeit Die Entdeckung Ilions zu Hissarlik als Antrittsvorlesung bei der Universität Freiburg i. Br. vor.
Aufgrund seiner wissenschaftlichen Verdienste wurde Keller Ehrenmitglied zahlreicher wissenschaftlicher Gesellschaften. Vom König von Württemberg wurde ihm 1889 die große goldene Medaille für Kunst und Wissenschaft am Bande des Komturkreuzes des Ordens der württembergischen Krone verliehen. Er war ferner K.K. österreichischer Hofrat.
Keller heiratete am 24. Mai 1869 Eugenie Leube, Tochter des Med.-Rats Wilhelm Leube in Ulm, eine Schwester Wilhelm von Leubes. Söhne des Paares waren Siegmund Keller (1870–1943) und Wolfgang Keller (1873–1943), Philologe und Lehrstuhlinhaber in Münster; die Tochter Clothilde Schaar (1874–1958) war Bildhauerin.

## Schriften
- Die Schafzucht Kleinasiens im Altertum. In: Ausland. 1858 N. 45.
- Der karthagisch-römische Handel. In: Ausland. 1860 N. 15.
- Vulkanische Erscheinungen im Altertum. In: Ausland. 1862, l—4, 12.
- Untersuchungen über die Geschichte der griechischen Fabel. In: Jahrbuch f. klass. Phil. Leipzig. Dissertation.
- Vicus Aurelii oder Oehringen zur Zeit der Römer. Winckelmann-Programm, Bonn 1871.
- Die Entdeckung Ilions zu Hissarlik. Freiburg i. Br. 1875.
- Ueber den Entwicklungsgang der antiken Symbolik. Graz 1876.
- Rerum naturalium scriptores graeci minores. 1877.
- Ueber die Bedeutung einiger Thiernamen im Griechischen und Lateinischen. Graz 1878.
- Kritische Beiträge zum 4. Buch der Horazischen Oden. In: Sitzungsberichte der Akad. d. Wiss. Wien. 1878
- Epilegomena zu Horaz. T. l—3. Leipzig 1879–1880.
- Der Saturnische Vers als rhythmisch erwiesen. 1. Leipzig/Prag 1883. 2. Prag 1886.
- Tiere des klassischen Altertums in kulturgeschichtlicher Beziehung. Innsbruck 1887.
- Tiere des klassischen Altertums in kulturgeschichtlicher Beziehung. Georg Olms Verlag, 2001, ISBN 3-487-09424-X.
- Prager philologische Studien. H. l 1887. H. 2 1890.
- mit Friedrich Imhoof-Blumer: Tier- und Pflanzenbilder auf Münzen und Gemmen des klassischen Altertums. 1889.
- als Hrsg.: Xenophon Atheniensis: Historia graeca. 1890 u. ö.
- Lateinische Volksethymologie und Verwandtes. Leipzig 1891.
- Zur lateinischen Sprachgeschichte. Teil 1: Lateinische Etymologien. Leipzig; Teil 2: Grammatische Aufsätze. 1895.
- mit Alfred Holder: Scholia antiqua in Horatium Flaccum. Recens. 1894.
- mit  I. Häußner (Hrsg.): Q. Horatius Flaccus. Für den Schulgebrauch. 6. Auflage. Leipzig 1924.
- Hunderassen im Altertum. Jahresh. d. Oesterreich. Arch. Inst. 1905, B. 8.
- Die Fledermaus im klassischen Altertum. 1905.
- Frosch und Kröte im klassischen Altertum. Beides in: Kulturgeschichtliches aus der Tierwelt. Prag 1905.
- Zur Geschichte der Katze im Altertum. In: Mitt. d. Deutsch. Arch. Inst. Rom 1908, 23, 40–70
- Die antike Tierwelt. 2 Bände Leipzig 1909–1913.
- Gesamtverz. v. Eugen Staiger. 1920.
- Aufsätze über Naturgeschichtliches in Bursian Müllers Jahresberichte über die Fortschritte der klassischen Altertumswissenschaft. Band 2, 3, 19, 28, 40